# Klagenfurter Kreis

Der Klagenfurter Kreis Ende des 18. Jahrhunderts, mit Kurzbeschreibung

Der Klagenfurter Kreis war eine Verwaltungseinheit des Herzogtums Kärnten in Innerösterreich. Er wurde auch als Unterkärnten bezeichnet.

## Entstehung
Der Kreis entstand im Rahmen der Verwaltungsreform unter Maria Theresia ab 1748 und wurde nach der Stadt Klagenfurt benannt. An seiner Spitze stand ein Kreishauptmann, der das Kreisamt mit Beamten führte. Damit war erstmals eine Verwaltungseinrichtung geschaffen, die zwischen den Verwaltungen der Grundherrschaften und der Regierungsebene lag.

## Lage
Im Norden des Klagenfurter Kreises lag der Judenburger Kreis (Herzogtum Steiermark), im Nordosten der Grazer Kreis (nördliche Untersteiermark), im Osten der Marburger Kreis (mittlere Untersteiermark), im Südosten der Cillier Kreis (südliche Untersteiermark), im Süden der Laibacher Kreis (Herzogtum Krain) und im Westen der Villacher Kreis (auch Oberkärnten genannt).
Der Klagenfurter Kreis umfasste somit je nach Gebietsstand im heutigen Österreich die Bezirke St.Veit an der Glan, Wolfsberg, Klagenfurt sowie Klagenfurt Land und den Bezirk Völkermarkt, im heutigen Slowenien die historische Region Slovenska Koroška.

## Statistisches
1804 wurden im Klagenfurter Kreis 176.762 Einwohner gezählt.
1796 hatte der Kreis eine Fläche von 92½ Quadratmeilen.
Auf dem Gebiet des Klagenfurter Kreises gab es:
- 3 landesfürstliche Städte: Bleiburg, St.Veit, Völkermarkt;
- 6 Municipalstädte: St.Andrä, Friesach, Klagenfurt, St.Leonhard, Straßburg, Wolfsberg;
- 3 landesfürstliche Märkte: Gutenstein (heute Slowenien), Unterdrauburg (ebenda), Windisch-Kappel
- 11 Municipalmärkte: Althofen, Grades, Grifen, Gurk, Guttaring, Hüttenberg, Lavamünd, Metnitz, St.Paul, Reichenfels und Weitensfeld.

Des Weiteren gab es noch 1657 Dörfer und bewohnte Gebiete. Weiters wurde der Kreis in politischer Hinsicht in 111 Werbbezirke eingeteilt.

## Sprache
Der Klagenfurter Kreis deckt einen Großteil des heutigen zweisprachigen Gebietes in Kärnten ab (mit Ausnahme des Gailtales). Dies war auch bereits zu Zeiten der Monarchie so. So ist beispielsweise in den „erneuerten vaterländischen Blättern für den österreichischen Kaiserstaat“ von 1815 folgendes zu lesen: „In diesem Kreis sind zwey Idiome zu Hause, das deutsche und das wendische. Das erstere wird auf einem viel größeren Bezirke gesprochen, als das letztere, welches nur auf der, zwischen den Gränzen Krains, des Cillier Kreises von Steyermark, und der den Klagenfurter Kreis durchschlängelnden Drau liegenden Landesstrecke verbreitet ist. Nur bey Klagenfurt und Völkermarkt überschreitet es die Ufer der Drau. Übrigens sind sehr viele Wenden auch der deutschen Sprache kundig.“ Siehe auch: Kärntner Slowenen

## Wirtschaft
Zu Zeiten der Habsburger Monarchie war vor allem im Klagenfurter Kreis der Bergbau dominierend. Belege dazu finden sich heute noch in Hüttenberg (Österreich) oder in der Gegend um Prevalje (heute Slowenien). Weiters ist die Viehzucht weiter verbreitet als der Feldbau.